# Edifici d'habitatges al carrer dels Dolors, 7 (Vic)
L'Edifici d'habitatges al carrer dels Dolors, 7 és una obra barroca de Vic (Osona) protegida com a Bé Cultural d'Interès Local.

## Descripció
Edifici entre mitgeres, fent cantonada, el qual consta d'una planta baixa i tres pisos superiors. A la planta baixa, el portal adovellat d'arc rebaixat està centralitzat i flanquejat per dues petites finestres de llinda plana. Les obertures dels dos pisos superior s'ordenen simètricament en tres eixos verticals i mantenen una gradació de proporcions en alçada. Es tracta de balcons, dels quals només l'obertura central del primer pis conserva la llinda i els carreus de pedra dels brancals. El tercer pis és una galeria oberta per tres grans finestrals clàssics, amb baranes de ferro forjat. Segurament es tracta d'un afegit del segle xix.